# Cheese in the Trap (film)
Cheese in the Trap (치즈 인 더 트랩?, Chijeu in deo teuraepLR) è un film sudcoreano del 2018 diretto da Kim Je-young e basato sull'omonimo webtoon.

## Trama
Hong Seol, una normale studentessa universitaria, lavora part-time per pagare le tasse scolastiche. Improvvisamente, Yoo Jung, un ricco studente dell'ultimo anno della stessa università, le chiede un appuntamento.